# Eizō Katō
Eizō Katō (加藤 栄三, Katō Eizō), né le 20 août 1906 – décédé le 24 mai 1972, est un peintre japonais du style nihonga. Un musée est consacré à ses œuvres ainsi qu'à celles de son frère cadet Tōichi Katō à Gifu, préfecture de Gifu.

## Données biographiques
Katō naît en 1906 dans le quartier Mizono-chō de Gifu, troisième fils d'un marchand de laque. Son éducation initiale se fait dans les écoles locales où il est diplômé de l'école supérieure de commerce de Gifu en 1923.
En 1926, il intègre le département nihonga de l'école des beaux-arts de Tokyo où il passe les cinq années suivantes à étudier et préparer des expositions. C'est en 1929 qu'il présente pour la première fois une œuvre à la 10e exposition annuelle de l'académie japonaise des arts, un tableau intitulé « Petites scènes d'un jour d'été » (夏日小景 Natsubi Shōkei). En 1931, il est diplômé de l'école des beaux-arts de Tokyo en études nihonga.
- 1939 : Sa toile intitulée « Nuit de pleine lune » (月夜 Tsukiyo) est sélectionnée pour le troisième Shinbunten.
- 1945 : Nombre de ses œuvres sont détruites lors des raids aériens sur la ville de Gifu le 9 juillet.
- 1950 : Séparation de l'exposition Nitten.
- 1951 : Rejoint de l'exposition Nitten.
- 1956 : Présente « Panier en feu » (篝火 Kagaribi) à la 12e exposition annuelle des arts japonais. C'est de cette époque que date son intérêt pour la pêche au cormoran sur la Nagara-gawa comme thème autour duquel il crée beaucoup de pièces.
- 1958 : Lors de la refondation de l'exposition des arts japonais, il est nommé au conseil de l'exposition.
- 1965 : Présente « Dieu du Tonnerre » (雷神 Raijin) à la 8e exposition Nitten.
- 1969 : Est nommé directeur de l'exposition des arts japonais.
- 1972 : Décès le 24 mai.
- 1974 : Les « Expositions posthumes Eizō Katō » sont organisées à Tokyo et Gifu.
- 1991 : Inauguration du musée d'art Eizō & Tōichi Katō (en) à Gifu.
- 1992 : « Exposition du 20e anniversaire Eizō Katō » à Tokyo.

## Source de la traduction
- (en) Cet article est partiellement ou en totalité issu de l’article de Wikipédia en anglais intitulé « Eizō Katō » (voir la liste des auteurs).
- Notices d'autorité :   - VIAF
  - ISNI
  - LCCN
  - GND
  - Japon
  - CiNii
  - WorldCat